# Rikke Hvilshøj
Rikke Hvilshøj, née le 5 mai 1970 à Aarhus (Danemark), est une femme politique danoise, membre du parti Venstre. Députée au Folketing de 1998 à 2008, elle est ministre des Réfugiés, des Immigrants et de l'Intégration de 2005 à 2007.

## Biographie
Rikke Hvilshøj obtient en 1997 un diplôme en économie de l'université de Copenhague.
Engagée au sein du parti Venstre, elle dirige la section locale de son mouvement de jeunesse à Frederiksberg de 1990 à 1992, puis dans la région de Copenhague de 1992 à 1994. Elle obtient un premier mandat électif au conseil municipal de Frederiksberg lors des élections locales de 1993, où elle est réélue en novembre 1997. À l'issue de ce scrutin, elle devient la première maire-adjointe de la commune,.
Elle est élue députée pour la première fois lors des élections législatives de mars 1998. Lors de son premier mandat, elle est la porte-parole de son groupe parlementaire sur les questions de logement et d'égalité hommes-femmes.
Elle est réélue lors des élections législatives de novembre 2001. Durant ce second mandat, elle est la vice-présidente de son groupe parlementaire. Elle est également la porte-parole de son parti pour le commerce de 2001 à 2004, puis pour les finances de 2004 à 2005.
Elle est réélue pour un troisième mandat lors des élections législatives du 8 février 2005. Elle est nommée ministre des Réfugiés, des Immigrants et de l'Intégration dans le nouveau gouvernement formé par Anders Fogh Rasmussen le 18 février.
En juin 2005, elle est victime d'un attentat incendiaire quand sa voiture, garée sous le carport de sa maison familiale, est incendiée en pleine nuit. Aucun membre de sa famille n'est blessé dans cet incendie revendiqué dans un courriel envoyé aux médias danois par un Aktionsgruppen Grænseløse Beate (« groupe d'action Beate sans frontières »). Faute de piste d'enquête, la police annonce ne plus poursuivre son investigation sur l'incendie en août 2006.
Elle remporte un quatrième mandat de députée lors des élections législatives de novembre 2007. Elle annonce après le scrutin son intention, pour des raisons personnelles, de ne pas faire partie du nouveau gouvernement et de ne pas se représenter aux prochaines élections législatives. Elle brigue alors la vice-présidence du groupe parlementaire de Venstre, mais est battue par sa collègue Anne-Mette Winther Christiansen. En mai 2008, elle annonce quitter la vie politique et son mandat parlementaire en août pour rejoindre la Chambre de commerce danoise.
Elle devient directrice politique du think tank libéral-conservateur CEPOS (en) en avril 2012. De décembre 2015 à mars 2022, elle est la directrice de Dansk IT (en), une organisation syndicale représentant des salariés du secteur de l'informatique. Le 1er septembre 2020, elle est nommée par le ministre du Climat et de l'Énergie Dan Jørgensen au conseil d'administration d'Energinet.dk. En août 2022, elle devient la directrice des affaires publiques du cabinet de lobbying Grace Public Affairs.